# Structure d'actance
Ne pas confondre avec le schéma actantiel en narratologie.
En linguistique, la structure d'actance d'une langue (dite parfois alignement syntaxique, alignement morphosyntaxique – par calque de la dénomination anglaise morphosyntactic alignment) désigne la façon dont sa grammaire organise les rapports dans la phrase entre les différents types de verbe et leurs principaux actants. C'est un élément important de typologie des langues.

## Principe
L'étude de la structure d'actance nécessite de différencier au moins quatre types d'actants :
- l'agent de verbes bi-actanciels ou transitifs : dans la phrase « Le chat mange la souris. », le chat est l'agent du verbe manger ;
- le patient de verbes bi-actanciels ou transitifs : dans cette même phrase « Le chat mange la souris. », la souris est le patient du verbe manger ;
- l'actant unique actif de verbes mono-actanciels ou intransitifs : dans la phrase « L'homme marche. », l'homme est actif quant à l'action dénotée par le verbe marcher ;
- l'actant unique passif de verbes mono-actanciels ou intransitifs : dans la phrase « Le chien dort. », le chien est un acteur passif de l'action (ou de l'état) désignée par le verbe dormir.

Les langues diffèrent selon la façon dont elles différencient ou regroupent ces actants en fonctions syntaxiques dotées de marques distinctives. Selon les situations, il peut s'agir de marques morphologiques (telles qu'une désinence casuelle sur le nom ou une indexation des actants sur le verbe) ou syntaxiques (par l'ordre des mots).
Selon le modèle d'Andreï Kibrik, il existe théoriquement quinze combinaisons possibles de ces différents actants selon leur traitement morphosyntaxique. Cependant, sept de ces possibilités ne sont pas attestées dans les langues vivantes, ou simplement théoriquement illogiques. Selon Claude Hagège, 46 % des langues du monde sont uniformément accusatives, 26 % sont uniformément ergatives, 21 % présentent des traits accusatifs et ergatifs, et 7 % présentent d'autres formules ni accusatives, ni ergatives : ce dernier groupe de langues comprend les langues actives, contrastives et neutres.

## Structures majeures

### Accusative
Dans une langue accusative, ou plus précisément une langue à structure d'actance de type nominatif / accusatif, le sujet des verbes intransitifs et celui des verbes transitifs est marqué de la même façon, tandis que l'objet (ou patient) d'un verbe transitif est marqué différemment. La terminologie provient des langues à déclinaison, où le sujet des verbes transitifs et intransitifs se met au cas nominatif, tandis que l'objet des verbes transitifs se met au cas accusatif.
Exemples en finnois : 
Uusi auto on kadulla., soit  « La nouvelle voiture est dans la rue. » (L'expression la nouvelle voiture est au nominatif car elle est le sujet de la phrase).
Minä ostin uuden auton., soit « J'ai acheté une nouvelle voiture. » (L'expression une nouvelle voiture est à l'accusatif car elle est l'objet du verbe).
Exemples en quechua (-ta est la marque de l'accusatif, le nominatif n'est pas marqué) : 
Alqun aychata mikun., soit « Le chien mange la viande. » (Le mot pour viande est à l'accusatif comme complément direct du verbe manger ; le sujet chien n'est pas marqué quant à sa fonction grammaticale).
¿Kukata akuykuyta munankichu?, soit « Veux-tu mâcher de la coca ? » (Le mot pour coca est à l'accusatif comme complément direct du verbe mâcher, et le déverbal du verbe pour mâcher est lui aussi à l'accusatif comme complément direct de la forme Veux-tu...?).

### Ergative
Dans une langue ergative, ou plus précisément une langue à structure d'actance de type absolutif / ergatif, le sujet des verbes intransitifs et l'objet des verbes transitifs sont marqués de la même façon, tandis que le sujet (ou agent) d'un verbe transitif est marqué différemment : la notion même de sujet, omniprésente dans les langues accusatives, n'est pas pertinente pour les langues ergatives, bien que cette notion soit souvent employée par les linguistes dont la langue maternelle est accusative (et souvent indo-européenne), pour des raisons pédagogiques. En réalité, les verbes mono-actanciels reçoivent un complément au cas absolutif, tandis que les verbes bi-actanciels, qui décrivent la plupart du temps l'action d'un agent sur un patient, reçoivent un complément au cas ergatif exprimant l'agent, et un autre au cas absolutif exprimant le patient. 
Exemples en basque : 
Zakurra etorri da., soit « Le chien est venu. » (Le chien est l'actant unique du verbe venir ; il est donc à l'absolutif). 
Nire laguna gure herriko alkatea da., soit « Mon ami est le maire de notre village. » (Ici les deux compléments à l'absolutif désignent l'actant unique du verbe être et l'attribut de cet actant). 
Nire lagunak eskutitza idatziko du., soit « Mon ami écrira la lettre. » (L'agent de l'action est à l'ergatif, et le patient à l'absolutif).
Gizonak zakurra ikusi du., soit « L'homme a vu le chien. » (idem)

### Active
Dans une langue active ou duale, ou plus précisément une langue à structure d'actance de type actif / inactif, le sujet des verbes intransitifs prend tantôt la même marque que le sujet d'un verbe transitif, tantôt celle de l'objet d'un verbe transitif. Il y a alors deux sous-types possibles :
- le sous-type scindé, où le cas du sujet des verbes intransitifs est prédéfini pour chaque verbe, sans possibilité de choix. Autrement dit, certains verbes intransitifs prennent un sujet marqué comme celui d'un verbe transitif, tandis que d'autres verbes intransitifs prennent un sujet marqué comme l'objet d'un verbe transitif ;
- le sous-type fluide, où le locuteur a une certaine latitude dans la façon de marquer le sujet d'un verbe intransitif. Selon les langues, elle peut tenir compte de diverses considérations : animéité du sujet, caractère volontaire ou non de l'action, etc.

Exemples en guarani paraguayen : 
tup|Che ha nde ñandekatupyry., soit « Toi et moi, nous sommes intelligents. » (verbe passif)
Che ha nde japuka., soit « Toi et moi, nous avons ri. » (verbe actif)
Che ha nde jajoguáta juky., soit « Toi et moi, nous allons acheter du sel. » (verbe transitif)

## Structures mineures

### Disjointe
Dans une langue tripartite, les trois actants ont des marques distinctes. 

### Neutre
Dans une telle langue, aucune marque distinctive ne différencie les trois actants. Selon le World Atlas of Language Structures (WALS), sur les 190 langues recensées sur le caractère de la structure d'actance, 90 sont « Neutres ». On y trouve le chinois, et dans une certaine mesure le français (l'accusatif n'est plus présent que dans les pronoms personnels).

## Cas plus complexes

### Fracture d'actance
Dans certaines langues, la structure d'actance n'est pas la même dans toutes les phrases, mais dépend d'un autre paramètre grammatical. On parle alors de fracture d'actance. Un cas assez courant est celui de langues employant une structure accusative dans certaines situations, mais ergative dans d'autres : on parle alors plus spécifiquement d'ergativité scindée. La répartition des constructions peut se faire de façon très diverse, on en présentera ci-dessous quelques exemples.

#### Fracture selon la nature grammaticale
Le géorgien utilise une morphosyntaxe de type mixte, où le marquage casuel des noms est de type ergatif, tandis que l'indexation des constituants nominaux sur le verbe  est de type accusatif :
- marquage casuel de l'agent : ვანომ შოთა გააცილა., Vanom Šota gaatsila. (« Vano a accompagné Šota ») ;
- marquage casuel du sujet d'un verbe intransitif : ვანო დაიმალა., Vano daimala. (« Vano s'est caché ») ;
- marquage casuel du patient : შოთამ ვანო გააცილა., Šotam Vano gaatsila. (« Šota a accompagné Vano ») ;
- indexation de l'agent : გავაცილე., Gavatsile. (« Je l'ai accompagné ») ;
- indexation du sujet d'un verbe intransitif : დავიმალე., Davimale. (« Je me suis caché ») ;
- indexation du patient : გამაცილა., Gamatsila. (« Il m'a accompagné »).

#### Fracture selon la personne
En dyirbal, les pronoms personnels allocutifs (1re et 2e personne) ont un marquage casuel de type accusatif, alors que tous les autres noms et pronoms ont un marquage casuel de type ergatif :
- nyurra (vous, agentif ou sujet d'un verbe intransitif) / nyurrana (vous, patientif) ;
- yabu (mère, patientif ou sujet d'un verbe intransitif) / yabungu (mère, agentif).

Le même phénomène se produit, aux mêmes personnes, en sumérien.

#### Fracture selon l'aspect
Dans de nombreuses langues indo-iraniennes, comme en hindi-ourdou, en marathi, en pendjabi, en pachto ou en kurde, il existe une fracture d'actance selon l'aspect verbal : un verbe à l'aspect inaccompli entraîne une structure d'actance de type nominatif / accusatif, tandis qu'un verbe à l'aspect accompli entraîne une structure d'actance de type absolutif / ergatif.
Ainsi, en kurde, il existe deux cas, l'absolutif et l'intégratif, dont les fonctions syntaxiques correspondantes varient en fonction de l'aspect. Si le verbe est conjugué à l'aspect inaccompli, le marquage casuel est de type accusatif, l'absolutif correspondant alors au cas nominatif et l'intégratif au cas accusatif ; alors que s'il est conjugué à l'aspect accompli, le marquage casuel est de type ergatif, l'absolutif correspondant alors au cas absolutif et l'intégratif au cas ergatif. Le verbe s'accorde uniquement avec les éléments de phrase au cas absolutif :
- marquage casuel de l'agent - présent : Ez Sînemê dibînim (« Je vois Sinem ») ;
- marquage casuel du sujet d'un verbe intransitif - présent : Ez dihatim (« Je viens ») ;
- marquage casuel du patient - présent : Sînem min dibîne (« Sinem me voit ») ;
- marquage casuel de l'agent - passé : Min Sînem dît (« J'ai vu Sinem ») ;
- marquage casuel du sujet d'un verbe intransitif - passé : Ez hatim (« Je suis venu ») ;
- marquage casuel du patient - passé : Sînemê ez dîtim (« Sinem m'a vu »).